# Ton Lokhoff
Antonius Johannes Jacobus Lokhoff (Breda, 25 december 1959) is een Nederlands voetbaltrainer en voormalig voetballer.

## Loopbaan als speler
Lokhoff begon zijn carrière in de jeugd van NAC en op 19 mei 1979 debuteerde hij in het betaalde voetbal in de wedstrijd NAC-VVV. Na dertien seizoenen NAC (waarvan vier in het betaald voetbal) speelde hij vanaf 1982 voor PSV.
In zijn PSV-periode werd hij in 1986 samen met onder anderen Ruud Gullit, Frank Arnesen en Eric Gerets kampioen van Nederland, volgens Lokhoff zelf Het hoogtepunt in mijn carrière. Ook speelde hij in deze periode twee interlands voor het Nederlands voetbalelftal, tegen Oostenrijk en Hongarije.
Hij vertrok bij PSV in 1986 en speelde tot 1988 bij Olympique Nîmes, hetgeen sportief minder geslaagd was. Lokhoff keerde daarna weer terug naar Nederland en speelde tussen 1988 en 1991 bij Feyenoord, en in 1991 keerde hij terug bij NAC.   
Hij beëindigde zijn actieve voetbalcarrière in Breda op 11 augustus 1996 tegen Grêmio, hetgeen tevens de opening van het Fujifilm-stadion (nu het Rat Verlegh Stadion) was.

## Statistieken
| Seizoen | Club            | Land      | Competitie     | Duels | Goals |
| ------- | --------------- | --------- | -------------- | ----- | ----- |
| 1978/79 | NAC             | Nederland | Eredivisie     | 1     | 0     |
| 1979/80 | NAC             | Nederland | Eredivisie     | 31    | 2     |
| 1980/81 | NAC             | Nederland | Eredivisie     | 32    | 3     |
| 1981/82 | NAC             | Nederland | Eredivisie     | 34    | 6     |
| 1982/83 | PSV             | Nederland | Eredivisie     | 34    | 3     |
| 1983/84 | PSV             | Nederland | Eredivisie     | 27    | 4     |
| 1984/85 | PSV             | Nederland | Eredivisie     | 33    | 6     |
| 1985/86 | PSV             | Nederland | Eredivisie     | 32    | 6     |
| 1986/87 | Nîmes Olympique | Frankrijk | Ligue 2        | 33    | 6     |
| 1987/88 | Nîmes Olympique | Frankrijk | Ligue 2        | 30    | 6     |
| 1988/89 | Feyenoord       | Nederland | Eredivisie     | 34    | 6     |
| 1989/90 | Feyenoord       | Nederland | Eredivisie     | 32    | 1     |
| 1990/91 | Feyenoord       | Nederland | Eredivisie     | 13    | 0     |
| 1990/91 | NAC             | Nederland | Eerste divisie | 16    | 2     |
| 1991/92 | NAC             | Nederland | Eerste divisie | 24    | 3     |
| 1992/93 | NAC             | Nederland | Eerste divisie | 31    | 10    |
| 1993/94 | NAC             | Nederland | Eredivisie     | 32    | 7     |
| 1994/95 | NAC             | Nederland | Eredivisie     | 28    | 4     |
| 1995/96 | NAC             | Nederland | Eredivisie     | 28    | 3     |
| Totaal  | Totaal          | Totaal    | Totaal         | 525   | 78    |

## Loopbaan als trainer
Na zijn afscheid als speler werd hij assistent-coach bij NAC. Tot en met 30 juni 2003 werkte hij achtereenvolgens onder Wim Rijsbergen, Herbert Neumann, Ronald Spelbos, Kees Zwamborn en Henk ten Cate. Op 1 juli 2003 werd hij hoofdtrainer van NAC. Daar werd hij op 30 december 2005 wegens aanhoudende tegenvallende resultaten ontslagen.
In het seizoen 2006/07 werd hij trainer van Excelsior dat in 2006 onder leiding van Mario Been was gepromoveerd naar de Eredivisie. In 2007 wist Excelsior zich onder leiding van Lokhoff te handhaven in de Eredivisie, maar een jaar later degradeerde Excelsior naar de Eerste Divisie. Na een jaar Excelsior in de Eerste divisie getraind te hebben, mocht Lokhoff daar vertrekken. Hij werd opgevolgd door Alex Pastoor. In september 2009 werd hij assistent-trainer van Huub Stevens bij Red Bull Salzburg. Op 12 april 2011 werd bekend dat Lokhoff loyaal was aan de dag ervoor ontslagen Huub Stevens en net als hij de club ging verlaten.
Op 24 december 2011 nam Lokhoff de vacante positie van hoofdtrainer bij VVV-Venlo over van de eerder die maand opgestapte Glen De Boeck. Op 6 juni 2013 werd hij ontslagen door VVV-Venlo, nadat hij met de club was gedegradeerd uit de Eredivisie. Kort daarop tekende Lokhoff een contract als assistent-trainer bij de Griekse topclub PAOK Saloniki als rechterhand van Huub Stevens. Een hernieuwde samenwerking na de periode 2009 tot 2011 bij Red Bull Salzburg.
Vanaf maart 2014 was hij wederom als assistent-trainer werkzaam bij VfL Wolfsburg. Eerst onder Dieter Hecking, later onder Valerien Ismael. Toen in 2017 Andries Jonker daar hoofdtrainer werd kreeg Lokhoff een andere functie binnen de club. In februari 2021 werd bekend dat Lokhoff terugkeerde bij NAC Breda, ditmaal als technisch directeur, een functie die hij per 1 april 2021 zou gaan bekleden.
In juni 2024 werd bekendgemaakt dat Lokhoff assistent-trainer werd bij Samsunspor in Turkije.

## Erelijst
Als speler
| Kampioen Eredivisie | 1x | 1985/86 |